# Uijeongbu-Stadion
Das Uijeongbu-Stadion (kor. 의정부종합운동장) ist ein Fußballstadion mit Leichtathletikanlage in der südkoreanischen Stadt Uijeongbu, Provinz Gyeonggi-do. Seit 2003 wird das Stadion für Fußballspiele genutzt. Zuletzt nutzte das Franchise FC Uijeongbu die Spielstätte. Je nach Quelle wird die Anzahl der Plätze mit 28.000 oder 35.000 angegeben.

## Nutzung
Zuerst nutzte der Uijeongbu Hummel FC das Stadion. Zwischen 2003 und 2005 trug man im weiten Rund Partien der Korea National League aus. Ende 2005 zog das Franchise allerdings in eine andere Stadt und die Anlage blieb bis 2013 ungenutzt. Von 2014 bis 2018 nutzte der FC Uijeongbu für die K3 League das Uijeongbu-Stadion.